# Alhama de Almería
Alhama de Almería là một đô thị thuộc tỉnh Almería, Tây Ban Nha, ở cộng đồng tự trị Andalusia. Đô thị này có diện tích 26 km², dân số năm 2005 là 3638 người.

## Biến động dân số
| 1999  | 2000  | 2001  | 2002  | 2003  | 2004  | 2005  |
| ----- | ----- | ----- | ----- | ----- | ----- | ----- |
| 3,124 | 3,165 | 3,201 | 3,241 | 3,253 | 3,319 | 3,438 |

Nguồn: INE (Tây Ban Nha)